# Apanteles kuwayamai
Apanteles kuwayamai är en stekelart som beskrevs av Watanabe 1932. Apanteles kuwayamai ingår i släktet Apanteles och familjen bracksteklar. Inga underarter finns listade i Catalogue of Life.